# Ornithoptera paradisea
Ornithoptera paradisea,  borboleta do paraíso, asa-do-paraíso ou asa-de-ave-do-paraíso é uma espécie de borboleta encontrada na Nova Guiné .

## Descrição

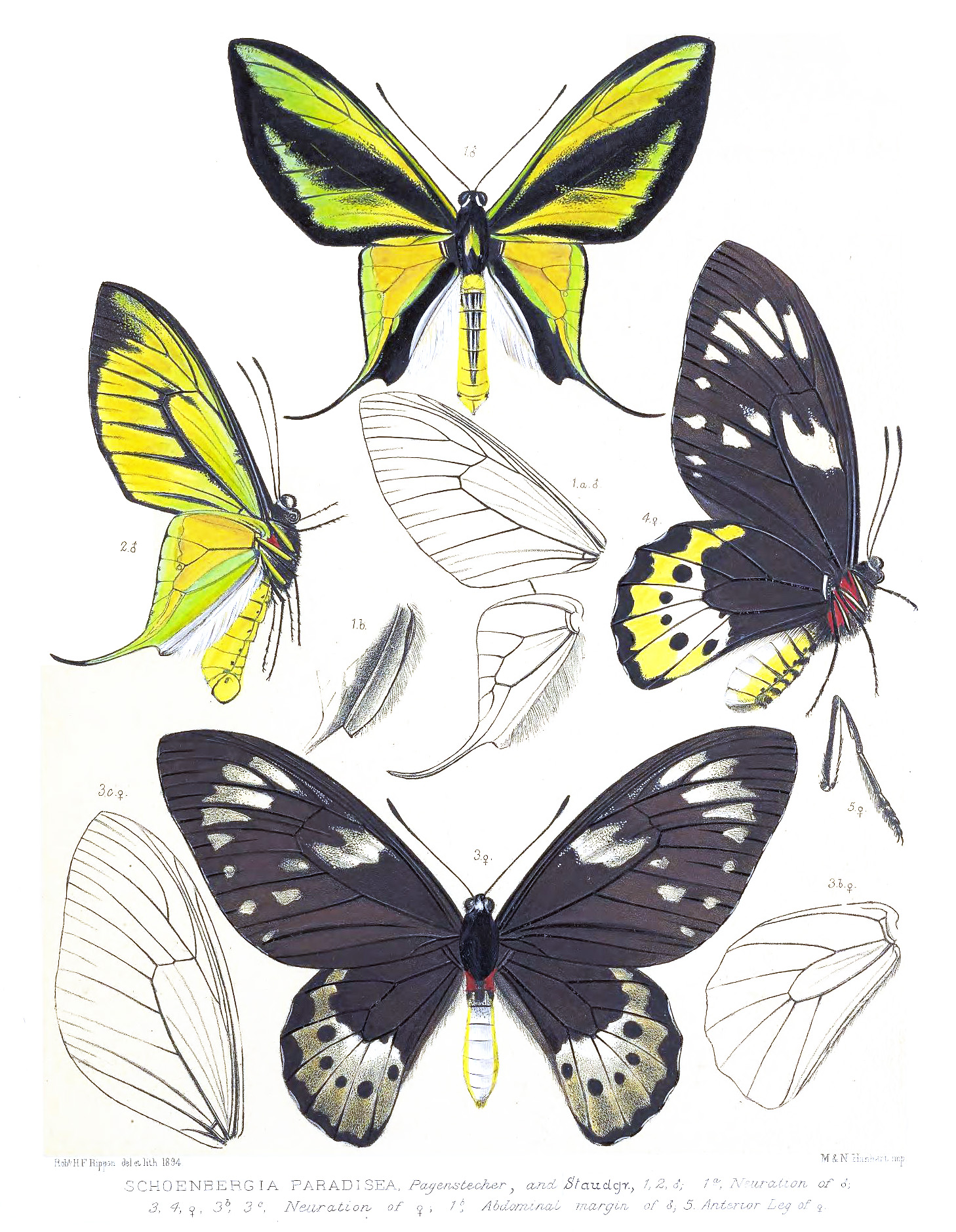
Ilustração de machos e fêmeas

Ornithoptera paraíso é uma grande borboleta com uma envergadura variando de 140 mm a 190 milímetros. Como são sexualmente dimórficos, machos e fêmeas diferem no tamanho, forma e cor das asas.

## Biologia e ciclo de vida

Lagarta

O habitat dessas borboletas é floresta primária de planície ou montana. Os machos adultos voam alto em torno das árvores raramente descendo ao solo. As fêmeas voam abaixo do dossel em busca da planta alimentícia, uma espécie de Aristolochia com frutos alaranjados.
Os ovos são parasitados por vespas Chalcidoidea e as larvas são parasitadas por vespas Braconidae . Formigas, lagartos e pássaros comem as larvas e pupas e nas monções as larvas sofrem 30% de mortalidade.
A asa-do-paraíso está intimamente relacionada com Ornithoptera meridionalis .

## Conservação
A conservação e produção da borboleta é encorajada para fins turísticos, com exibição em zoológicos venda para colecionadores. Em seu relatório de 1983 para o Departamento de Indústrias Primárias, Papua Nova Guiné, MJ Parsons escreveu que "Ironicamente, agora está se tornando um fato aceito que a própria demanda por Ornitópteros é um dos principais ativos que garantirão sua sobrevivência futura se puderem ser explorado da maneira correta."
A asa-do-paraíso está listada no apêndice II da CITES, limitando a exportação internacional da espécie àqueles que obtiverem uma licença.